# Elton Walcott
Elton Walcott (ur. 23 lutego 1992) – trynidadzko-tobagijski lekkoatleta specjalizujący się w trójskoku.
Sezon 2009 rozpoczął od zwycięstwa w zawodach CARIFTA Games, a później był czwarty na mistrzostwach świata juniorów młodszych oraz piąty podczas mistrzostw panamerykańskich juniorów. W 2010 ponownie tryumfował w CARIFTA Games, zwyciężył w juniorskich mistrzostwach Ameryki Środkowej i Karaibów oraz nie awansował do finału na mistrzostwach świata juniorów. Złoty medalista CARIFTA Games oraz mistrzostw panamerykańskich juniorów z 2011.
Medalista mistrzostw Trynidadu i Tobago.
Jego brat – Keshorn Walcott – został w 2012 roku mistrzem olimpijskim w rzucie oszczepem.
Rekord życiowy: 16,43/16,51w (23 lipca 2011, Miramar).

## Osiągnięcia
| Rok  | Impreza                                           | Miejsce          | Pozycja           | Wynik |
| ---- | ------------------------------------------------- | ---------------- | ----------------- | ----- |
| 2009 | CARIFTA Games                                     | Vieux Fort       | 1. miejsce        | 15,61 |
| 2009 | Mistrzostwa świata juniorów młodszych             | Tyrol Południowy | 4. miejsce        | 15,37 |
| 2009 | Mistrzostwa panamerykańskie juniorów              | Port-of-Spain    | 5. miejsce        | 15,42 |
| 2010 | CARIFTA Games                                     | George Town      | 1. miejsce        | 15,91 |
| 2010 | Mistrzostwa Ameryki Środkowej i Karaibów juniorów | Santo Domingo    | 1. miejsce        | 15,42 |
| 2010 | Mistrzostwa świata juniorów                       | Moncton          | el. – 13. miejsce | 15,48 |
| 2011 | CARIFTA Games                                     | Montego Bay      | 1. miejsce        | 15,98 |
| 2011 | Mistrzostwa panamerykańskie juniorów              | Miramar          | 1. miejsce        | 16,43 |
| 2015 | Igrzyska panamerykańskie                          | Toronto          | 9. miejsce        | 16,15 |